# Rio Quinô
Rio Quinô är ett vattendrag i Brasilien.   Det ligger i delstaten Roraima, i den norra delen av landet, 2 600 km nordväst om huvudstaden Brasília.
Trakten runt Rio Quinô består i huvudsak av gräsmarker. Trakten runt Rio Quinô är nära nog obefolkad, med mindre än två invånare per kvadratkilometer.